# Caino (Giacosa)
Caino è un frammento di un libretto scritto da Giuseppe Giacosa per Lorenzo Perosi, che rimase incompiuto.

## Trama
La scena si svolge sulle porte del Paradiso.
Tutti dormono, e vengono a poco a poco svegliati dal canto dei cherubini. Ciascuno comincia a pregare, anche Caino, ma la sua è una preghiera superba in cui sostiene che un giorno diverrà pari a Dio. Caino viene per questo ripreso da Adamo ed Eva, ma si ostina a non voler riconoscere i propri peccati e dice di non rimpiangere l'Eden perduto.
Poi si sentono le voci degli altri personaggi, atterriti da un toro infuriato. Caino accorre con una clava e lo mette in fuga. Caino è lodato da Abele per il suo coraggio, ma egli dice che anche Abele è stato coraggioso nella difesa della sorella.
Caino si rammarica che un tempo la preferenza di Eva andasse ad Abele, ed Eva comincia a spiegargli di avere dato il suo affetto «a chi seppe soffrir».
Con queste parole termina il frammento.

## Edizioni
- Teatro di Giuseppe Giacosa, con prefazione e a cura di Piero Nardi, 1948, Arnoldo Mondadori Editore